# 仲尾ひとみ
仲尾 ひとみ（なかお ひとみ）は、日本の漫画家。長崎県出身。女性。

## 経歴・人物
『月刊ガンガンWING』2002年6月号掲載の読み切り作品『がんばらなくっチャ!』でデビュー。その後、同タイトルの作品が同誌の2002年12月号から2006年2月号まで連載された。
絵柄はフェミニンで可愛らしいものである一方、造形の華やかさや色気、シリアスな設定や恋愛漫画的要素とは裏腹の、作中人物の破天荒な性質や多形的な嗜好に由来する奇抜な言動が特徴的である。
コミカルなシーンでのディフォルメされた作画、ハイテンションなボケ・ツッコミの応酬からも、全体としてコメディ、或いはギャグ漫画に属する作品が多い。
自らについて「おかまスキーで乳スキーでマッチョスキーでオヤジスキー。それが私…。」であると語っている。
ブログ『黒いオオカミ赤いシタ』（現在は閉鎖済）において、『がんばらなくっチャ！』の本編では明かされていないエピソードや設定、イラストなどを公開していた。

## 作品リスト

### 連載
- がんばらなくっチャ!（『月刊ガンガンWING』、スクウェア・エニックス、全7巻）
- まじしゃんず・あかでみい（『月刊コミックアライブ』、メディアファクトリー、全3巻）
- BellyBerry（『E☆2』、発行：メディエイション 発売：飛鳥新社→ビオ・マガジン）

### 読み切り
- がんばらなくっチャ!（『月刊ガンガンWING』 2002年6月号、エニックス）

単行本未収録のデビュー作。連載版の第一話と同じく、主人公のチャームが試験のために訪れた人間界でゆんと出会う内容であるが、設定や展開は若干異なる。

### アンソロジー
- Jr.の恋愛日記（『スーパーコミック劇場 ゼノサーガ エピソードⅠ 第2集』 2002年、エニックス）
- おしおきのルイズ!（『ゼロの使い魔 公式アンソロジーコミック 水魔法の章』 2007年、メディアファクトリー）
- デルフの災難（『ゼロの使い魔 公式アンソロジーコミック 土魔法の章』 2007年、メディアファクトリー）
- サイトの変心（『ゼロの使い魔 公式アンソロジーコミック 風魔法の章』 2007年、メディアファクトリー）